# 1949 Parma Baseball Club

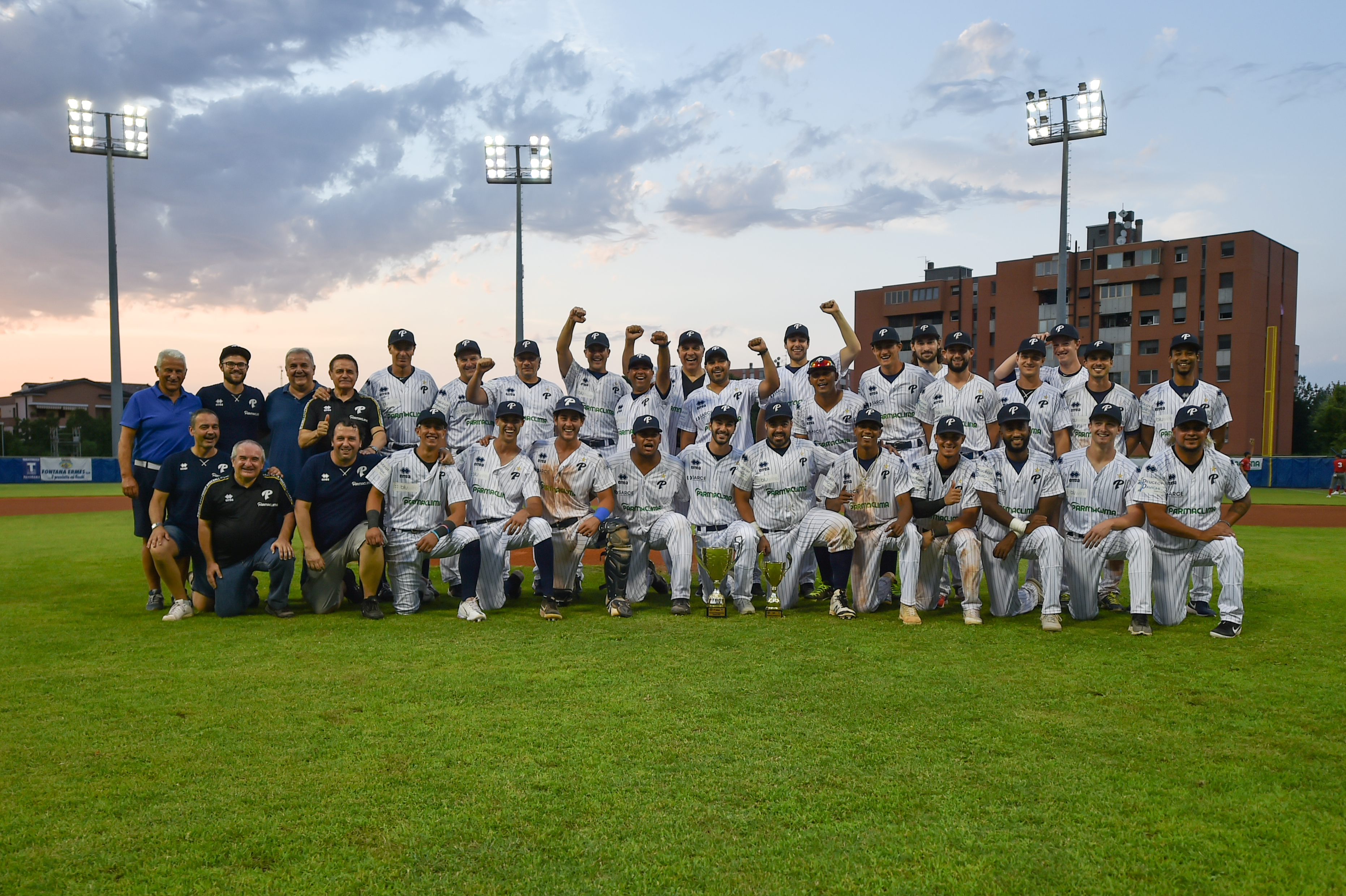
La squadra campione d'Europa ad Ostrava nel 2021

Il 1949 Parma Baseball Club, fino al 2015 operativo con il nome di Parma Baseball, è una squadra italiana di baseball fondata a Parma, militante in Serie A, il campionato nazionale di vertice di tale disciplina. Si tratta di una delle principali squadre europee, nonché vincitrice del maggior numero di edizioni della Coppa dei Campioni.
La Franchigia parmigiana è una delle più ampie e sviluppate d'Italia. Nel 2008 la squadra giovanile Under-16 "Parma Tigers" si aggiudicò il titolo nazionale di categoria, laureandosi campione d'Italia. Dal 2024 è iniziata la collaborazione con l'Oltretorrente Baseball e lo Junior Parma come squadre di sviluppo per i giovani più talentuosi.
Nel 2010 la prima squadra vinse il suo decimo scudetto, aggiudicandosi la stella.

## Storia

### Anno 1949
Anno 1949. Un gruppo di amici che frequenta il Bar Centrale di Parma decide di recarsi a Livorno presso il mercatino “stracci America” per acquistare il materiale necessario a praticare il gioco del baseball, uno sport del tutto sconosciuto dalle nostre parti. Alcuni pionieri iniziano a giocare sui prati cittadini ed attraggono l’interesse di altri giovani: il 15 giugno nasce ufficialmente il Parma Baseball Club, con le firme sullo statuto, davanti ad un notaio. I nomi sull’atto costitutivo sono quelli di Giuseppe Monti, Giovanni Monegatti, Antonio Poli, Martino Zanichelli, Azzolino Carrega e Mario Truzzi. Il primo Presidente è Martino Zanichelli, un insegnante che avrà anche il merito di avviare molti suoi allievi sull’improvvisato diamante e che si occupa dell’iscrizione della squadra al campionato di Serie A del 1950. La conoscenza delle regole e le qualità tecniche dei giocatori non sono all’altezza della situazione: non del tutto inaspettata arriva la prima retrocessione in Serie B. Il numero degli appassionati è comunque in costante crescita e, a cavallo tra il 1952 ed il 1953, nasce una nuova società sotto l’egida del Centro Universitario Sportivo. Vi giocano fra gli altri Aldo Notari e Nino Cavalli. Nel 1954 le due squadre decidono di unire le proprie forze grazie anche al primo sponsor della storia del baseball parmigiano, la profumeria La Ducale. Nel momento della crisi, è fondamentale l’intervento della società Robur che decide di inserire il baseball tra gli sport praticati dal proprio circolo: sotto la presidenza di Renzo Melley la squadra riconquista la Serie A al termine della stagione 1957. Tra i dirigenti il più attivo è Nino Cavalli che non lascia nulla di intentato pur di offrire le migliori fortune al nuovo sport. Tra lettere al Presidente degli Stati Uniti e contatti con le basi americane di Vicenza e Verona riescono a garantire dapprima la sopravvivenza e poi lo sviluppo del baseball a Parma. Si rivela storicamente importante proprio una trasferta nella base Nato di Verona durante la quale vengono notati, ed istantaneamente ingaggiati in cambio di un vestito nuovo a testa, due ragazzi di colore particolarmente dotati. Il sorriso e i fuoricampo di William Cotton e l’impegno e le rubate del serioso Floyd Norris contribuiranno alle fortune del baseball parmigiano attirando un pubblico sempre più numeroso attorno alla recinzione del campo della Cittadella e sui gradoni dello stadio Tardini dove si raggiungono le 2-3 mila unità. La strada è tracciata: Monegatti, Cantarelli, Boni, Cocconi, Notari, Del Pogetto, Pedrini, capitan Del Sante consegnano la loro eredità ai più giovani mentre Guido Pellacini comincia ad allevare i campioni del futuro con la benedizione di don Sergio Sacchi.

### Gli anni '60
I primi anni ’60 sono caratterizzati dall’importante sponsorizzazione da parte della Tanara, società che legherà lungamente il proprio nome a quello del baseball ducale. Nascono nuove società ed alcuni giocatori decidono di iscriversi al Campionato di Serie C con la denominazione di Bar Morris. La Serie A rimane una chimera per alcuni anni finché l’intervento di Tullo Massera, uno dei più lungimiranti dirigenti del baseball parmense, non porta alla fusione tra Tanara e Bar Morris. I risultati sono immediati. La squadra, espressione dei migliori talenti del baseball cittadino, risale rapidamente (1964) in massima serie ed inizia ad insidiare la leadership nazionale dell’inavvicinabile Milano. Il Campionato del 1966 si conclude con un brillante secondo posto, quello del 1968 vede Parma chiudere in terza posizione. Il 1969 segna un punto epocale nella storia del batti e corri cittadino. L’ascesa di Aldo Notari al ruolo di Presidente porta ulteriori idee e rinnovato entusiasmo, la squadra cittadina festeggia il primo trofeo nazionale conquistando la Coppa Italia.

### Gli anni '70
La volontà del Presidente Notari di raccogliere i migliori giocatori della provincia in un'unica formazione di altissimo livello si concretizza attraverso la fusione della Tanara con la Bernazzoli Astra. Ne nasce una squadra ricca di talento, guidata da un Giorgio Castelli che inizia a collezionare record individuali: nonostante ciò lo Scudetto rimane un miraggio, più volte accarezzato ma mai raggiunto. Nel 1972 la Bernazzoli trova una nuova casa, il modernissimo stadio “Europeo” che nel futuro ospiterà due finali dei Campionati del Mondo (1978 e 1988) tra Cuba e Stati Uniti. Nel 1976 entra nel mondo del baseball la famiglia Salvarani. La squadra assume il nome di Germal Parma e, sotto la guida di Giulio Montanini, inizia a mietere successi. Il Campionato è una marcia trionfale: i biancoverdi raccolgono 51 successi in 54 partite e si fregiano del primo titolo tricolore. La città si esalta per le imprese della “Big Green Machine”. Lo stadio è sempre gremito di spettatori, a volte non bastano i 5.000 posti dell’Europeo per contenere l’entusiasmo di tutti gli appassionati. Il baseball insidia (e in alcune circostanze supera) la popolarità di un Parma calcio che naviga tra seconda e terza serie. Il 1977 è, se possibile, ancor più trionfale. Il bis in Campionato appare quasi scontato tanta è la forza dimostrata dalla Germal. Il capolavoro avviene in Coppa dei Campioni dove Parma riesce a superare la resistenza dei maestri olandesi e porta il baseball italiano ai vertici delle gerarchie continentali. È la prima gemma di una preziosa collana composta da 13 trofei europei. La Germal domina in Europa ma deve fare i conti con il ritorno delle più forti avversarie in campo nazionale: gli anni ’70 si concludono con i successi in Campionato di Bologna e Rimini e la conquista della seconda Coppa dei Campioni da parte dei ducali.

### Gli anni '80
Nel 1980 termina l’era legata alla famiglia Salvarani ed inizia quella della famiglia Tanzi che si propone come sponsor principale attraverso il marchio Parmalat. Notari gestisce al meglio l’inevitabile cambio generazionale ed allestisce una squadra destinata a dominare lungamente in Italia e in Europa. Lo testimoniano gli Scudetti del 1981 e del 1982 e le Coppe dei Campioni conquistate negli anni ’80, ’81 ed ’83. Nel 1984 termina l’era Parmalat cui subentra come sponsor la World Vision Travel, società guidata da un uomo di sponda cremonese del grande fiume digiuno di baseball ma ricco di entusiasmo, destinato a legare indissolubilmente il proprio nome a quello della nostra società. L’ingresso in società del Cav. Giampietro Donzelli prelude al passaggio di consegne, avvenuto nel 1985, tra Aldo Notari e Franco Casoli. La stagione 1985, la prima dell’era Casoli, inizia con un profilo basso. La squadra è giovane, ricca di talenti che debbono garantire il ricambio generazionale. L’allenatore Varriale riesce a gestire al meglio un gruppo estremamente omogeneo e guida la squadra alla conquista del più inaspettato degli scudetti. Il baseball parmigiano torna a dominare in campo europeo e la Coppa dei Campioni prende la strada della nostra città per tre anni consecutivi (’86, ’87 ed ’88). Nel frattempo il Campionato Italiano cambia la propria struttura introducendo la novità dei playoff. La World Vision mostra una certa avversione per la nuova formula del torneo nazionale non riuscendo a qualificarsi per la serie finale per quattro volte consecutive.

### Gli anni '90
Il lento declino dell’interesse da parte di sponsor e mass media nei confronti degli sport minori si fa avvertire anche nel piccolo mondo del baseball italiano. L’esponenziale crescita di entusiasmo nei confronti del Parma calcio (che nel frattempo ha raggiunto la Serie A) crea enormi problemi a discipline storiche quali baseball, pallavolo e rugby che vivono anni particolarmente duri e difficili. Nel 1991 la squadra di baseball partecipa al Campionato priva di sponsor principale con il nome di Parma Angels. Ancora una volta la tradizione ed il talento del vivaio ducale compiono il miracolo e la squadra compie un autentico capolavoro eliminando nella semifinale dei playoff il favoritissimo Rimini. La serie di finale contro l’emergente Verona si rivela poco più di una formalità e Parma conquista il sesto Scudetto in uno stadio Europeo gremito come ai bei tempi. Gianfranco Donzelli assume il controllo diretto della società e trova un nuovo sponsor nella Cassa di Risparmio di Parma. La squadra ritrova l’antica “grandeur” e riprende a dominare i palcoscenici nazionali ed europei. La bacheca societaria si arricchisce di nuovi trofei. Nel 1992 Parma conquista la Coppa dei Campioni, nel 1993 la Coppa Italia e la Supercoppa Ceb, nel 1994 arrivano Scudetto e Coppa Italia, nel 1995 Scudetto e Coppa dei Campioni. Nel 1996 si avvertono però i primi scricchiolii: la conquista della Coppa Italia non basta a celare le gravi difficoltà nelle quali la società inizia a muoversi. Donzelli decide di cedere la squadra, ed il baseball di Parma rischia seriamente di sparire con il suo patrimonio di tradizione e successi. Nonostante l’iscrizione pagata, e la disponibilità a cedere la società gratuitamente, non si trovano acquirenti. Quando anche le ultime speranze dei tifosi sembrano crollare arriva il salvagente gettato dal Centro Universitario Sportivo che affida la Presidenza a Rossano Rinaldi. Alcuni giocatori decidono di andarsene, altri accettano una sostanziosa decurtazione dell’ingaggio ed il Campionato 1997 inizia con una squadra costruita soltanto nelle ultime giornate di mercato. L’allenatore è Claudio Corradi, uno dei migliori giocatori del baseball parmigiano, che riesce a motivare i propri giocatori fino alla conquista dei playoff: la squadra non si ferma più e riesce a conquistare il nono Scudetto al termine di un’epica serie di finale contro il Nettuno. Ancora una volta il baseball di Parma trova la forza per confermarsi ai vertici e la conquista della Coppa dei Campioni nel 1998 e nel 1999 sembra il preludio ad un nuovo rinascimento. In campo nazionale inizia però il dualismo tra Rimini e Nettuno e la stella di Parma comincia ad offuscarsi.

### Il nuovo millennio
La Coppa dei Campioni del 2000 si conclude in semifinale sotto il peso dei fuoricampo del Neptunus di Rotterdam. Anche in Campionato Parma non riesce a superare lo scoglio delle semifinali perdendo in quattro partite contro il Nettuno. La Società deve ridimensionare i progetti a causa di evidenti problemi economici ed inizia un periodo alquanto buio caratterizzato dal mancato accesso ai playoff per tre anni consecutivi. Bologna e Grosseto, le società più ricche del momento, iniziano ad insidiare la leadership della coppia Rimini-Nettuno e Parma, sponsorizzata dalle Cantine Ceci, non riesce ad andare oltre il sesto posto al termine della regular season. Il Campionato 2004 propone il ritorno di Parma nelle zone alte della classifica. La squadra, affidata all’americano Chris Catanoso, deve registrare l’addio del veterano Massimo Fochi (che assume l’incarico di General Manager) ma combatte con tenacia riuscendo a conquistare un brillante terzo posto che vale il ritorno nei playoff. Nella post season Bologna si rivela però avversario superiore e regola i ducali con un eloquente 4 a 0. Il Campionato 2005, apertosi con grandi speranze, termina ancora una volta anzitempo. è l’esclusione dai Play-off più amara e immeritata: Parma termina infatti il Campionato con le stesse sconfitte del Rimini, ma viene esclusa a causa dei risultati ottenuti contro le squadre che precedono in classifica. L’amarezza è ancora più grande perché il San Marino, terminato secondo con due sconfitte in meno, è stato favorito dalle due vittorie assegnate a tavolino contro il Grosseto. Senza quelle sarebbe arrivato a pari di Parma e Rimini, ma escluso in virtù della classifica avulsa. Dopo un 2006 deludente, nel 2007 la società affida una squadra rinforzata e ringiovanita al nuovo manager Gilberto Gerali. Il Gibo compie il miracolo e trasforma l’anatroccolo in cigno, portando il Cariparma a vincere la Regular Season e strapazzare il Nettuno allo Steno Borghese in Gara 5. Parma, in vantaggio 3-2 nella serie e 8-2 a metà di Gara 6, si lascia vincere dall’emozione e superare da una squadra più esperta che perderà poi la finale con Grosseto in 7 emozionantissime sfide. Nel 2008 le ambizioni della vigilia si scontrano con qualche problema con il pitcher straniero e vengono definitivamente disilluse al penultimo turno di Campionato, quando il Godo, vincendo clamorosamente 2 volte all’Europeo, esclude ancora una volta Parma dalla post season. Il Cariparma torna a qualificarsi ai Play-off nel 2009. Ma la partecipazione al girone di semifinale a quattro squadre non è positiva. Su nove incontri, infatti, la squadra di Gerali vince solo due volte, condizionata anche da un calo dei suoi lanciatori. Sfuma anche il ritorno in European Cup con la sconfitta nella semifinale (al meglio delle tre partite) di Coppa Italia con il Rimini. Nonostante la storica vittoria per 2-1 al tredicesimo inning in Gara 1. Era l’ultima partita in assoluto giocata nel vecchio stadio “Europeo”. Durante l’inverno la società allestisce una squadra più corta, ma molto ben ponderata, ingaggiando il forte lanciatore dominicano del Rimini Gustavo Martinez e il suo connazionale Juan Camilo, bomber del Nettuno. A loro si aggiungono l’interbase venezuelano Marco Yepez, il lanciatore italo americano Justin Cicatello dal Sala Baganza, l’altro pitcher naturalizzato Pedro Orta e il ricevitore grossetano Manuel Gasparri. Partita senza particolari ambizioni di vittoria, la squadra di Gilberto Gerali acquisisce di settimana in settimana una mentalità vincente e, grazie anche alla maturazione dei suoi giovani raggiunge la vittoria in regular-season nonostante i tanti infortuni di giocatori importanti come Sambucci, Zileri e Scalera. Sulle ali dell’entusiasmo, dopo il Trionfo della Nazionale agli Europei di Stoccarda, il Cariparma disputa un ottimo girone di semifinale e conquista il diritto di sfidare nella serie finale per lo Scudetto la Fortitudo Bologna Campione d’Italia. Davanti al suo pubblico entusiasta e caloroso però, la squadra di Parma perde le prime due gare e alla vigilia di Gara 3 a Bologna, i media la considerano ormai spacciata. Invece non la è e in due splendide serate in un Gianni Falchi gremitissimo raggiunge la parità nella serie: (6-0 in Gara 3, 7-5 in rimonta in Gara 4) assicurandosi il ritorno a Parma almeno per Gara 6. Poi perde Gara 5 il sabato sera, a causa delle tante energie spese la sera precedente. Si torna a Parma venerdì 10 settembre e il “Nuovo Europeo” è riempito già ad un’ora dall’inizio del match da più di tremila persone che credono nel miracolo. Che puntualmente avviene. Corradini e Orta sono splendidi sul monte di lancio, Sambucci realizza un fuoricampo straordinario. Il Bologna ribalta al settimo il punteggio portandosi sul 4-3. Sembra finita. Invece no, perché all’ottavo due incertezze difensive del Bologna e tre battute valide portano quattro punti e la vittoria per 7-4. Si va a Gara 7 la sera seguente. E l'11 settembre è una data che rimarrà scolpita a caratteri cubitali nella storia dello sport di Parma. Perché il Cariparma, in svantaggio 1-0 al primo attacco del Bologna, pareggia immediatamente e al quinto va in vantaggio. Entrambi punti sono spinti a casa da Yepez. Gli oltre tremila spettatori impazziscono di gioia quando Orlando Munoz assiste nel guanto di Sambucci per l’ultimo out che regala decimo Scudetto e Stella dopo 13 lunghissimi anni di attesa. Parma torna Capitale del baseball italiano!

### I nostri tempi
Lo Scudetto della Stella sembra riportare Parma ai vertici del baseball nazionale ma l’illusione dura pochi mesi. Il 2011 rappresenta un anno di illusioni e delusioni. In Campionato la squadra di Gerali ottiene un terzo posto che vale l’accesso al girone di semifinale ma la corsa si ferma prima dell’approdo alla Finale Scudetto. Lo stadio Cavalli ospita il girone di qualificazione alla Final Four di Coppa dei Campioni. Dopo una pesante sconfitta contro il San Marino il Parma riesce a sconfiggere la formazione olandese in una serata di pioggia battente e conquista la semifinale contro il Bologna. La gara si gioca a Brno, in Repubblica Ceca: ancora una volta ducali e felsinei si affrontano in una partita memorabile che viene vinta dal Parma per due a uno con l’ennesimo capolavoro di Marco Grifantini. La finale contro il San Marino è però a senso unico: Reginato batte una grande slam contro Roberto Corradini e i titani si impongono con il finale di 6 a 1.
L’anno successivo la squadra si esprime a fatica e non riesce neppure a classificarsi per il girone di semifinale: nel 2013 Gerali viene sostituito da Orlando Munoz, bravo a riportare nel 2014 il Parma tra le quattro semifinaliste. Nel frattempo i problemi di carattere economico iniziano a diventare sempre più evidenti. Nel 2015 la squadra torna a Gerali ma i pezzi migliori del roster vengono ceduti a squadre finanziariamente più potenti: dopo Corradini e Bertagnon se ne vanno anche Zileri (Rimini), Desimoni (Rimini), Sambucci (Bologna) e Sebastiano Poma (San Marino).
La situazione è difficilissima. La squadra rema affannosamente nelle retrovie della classifica e il presidente Rinaldi non riesce più a far fronte alla situazione. Ancora una volta il baseball di vertice di Parma rischia di sparire dalla geografia nazionale ma all’ultimo momento Paolo Zbogar accetta di assumere la presidenza della società. Il 2016 e il 2017 sono anni di transizione con la squadra ancora lontana dalle posizioni di vertice della classifica ma il 2018 si apre con una grande novità: Luca Meli, presidente di Parma Clima, porta nuovo ossigeno con una sponsorizzazione che permette di aprire nuovi orizzonti. Gerali lascia la guida tecnica per assumere il ruolo di selezionatore della Nazionale maggiore, il nuovo manager è Gianguido Poma, uno dei grandi del baseball parmigiano.
La stagione si apre con la notizia del ritorno a Parma di giocatori cubani (i lanciatori Casanova e Garcia) e di alcuni atleti che erano legittimamente emigrati in altre società. La squadra non parte con i favori del pronostico ma trova progressivamente gioco e mentalità vincente. L’accesso alle semifinali è cosa fatta. Il Parma Clima affronta il favoritissimo Rimini in una serie di cinque partite e riesce ad imporsi nella prima Gara sul diamante dei Pirati. I romagnoli pareggiano il conto in “Gara due” e infliggono un pesantissimo 17 a 1 ai ducali nella terza Gara. La quarta partita, giocata al Nino Cavalli, raggiunge momenti epici. Il cubano Casanova tiene a zero le mazze riminesi e il Parma Clima riesce a imporsi grazie ad una spettacolare azione di corsa sulle basi dell’italo americano Koutsoyanopulos che riesce a guadagnare due basi sfruttando in bunt di sacrificio.
La quinta partita subisce una lunga teoria di rinvii per pioggia. Per tre volte i tifosi parmigiani percorrono la A14 senza vedere neppure un lancio. Il tempo però gioca a favore dei ducali: i due giorni di rinvio consentono a Casanova di recuperare le forze e offrire un'altra prova strepitosa. Dopo nove anni il Parma Clima torna a giocare per lo Scudetto ma viene respinto da un Bologna stellare che ha comunque bisogno degli extra-inning per imporsi nella quarta partita dopo essere stato nettamente battuto in “Gara tre”.
Nel 2019 è ancora il Bologna a fermare la corsa del Parma Clima, questa volta in semifinale. I ducali si illudono andando a vincere le prime due gare al Falchi ma vengono poi sconfitti nei due match casalinghi. Ancora una volta diventa decisiva la quinta partita. A Bologna il Parma Clima parte forte contro il totem Rivero, prende un considerevole vantaggio, viene rallentato da un inaspettato “stop” dell’arbitro Taurelli che ferma vicino alla terza base una palla destinata agli esterni ma si presenta all’ottavo inning con un consistente vantaggio. Casanova però non ne ha più, l’ex Marval avvicina i padroni di casa con un fuoricampo e le valide di Grimaudo e Fuzzi consentono al Bologna di effettuare un ormai insperato sorpasso. L’ultimo attacco del Parma Clima è un concentrato di follia ed errori che si chiude senza punti: Bologna va in finale, Parma rimane con un pugno di mosche.
Quello del 2020 è un Campionato condizionato dalla pandemia: il Parma Clima decide di affrontarlo prevalentemente con i propri giovani italiani e non riesce ad impensierire Bologna e San Marino nella corsa verso la Finale-Scudetto nonostante l’arrivo di Luis Lugo, quasi intoccabile sul monte di lancio.
Siamo così arrivati ai giorni nostri. Nel corso dell’inverno si concretizza il passaggio di consegne tra Paolo Zbogar e Luca Meli che assume il ruolo di presidente del Parma Baseball. La società trova un nuovo equilibrio societario e inizia a costruire una squadra ambiziosa nonostante la discutibile e penalizzante formula del Campionato.

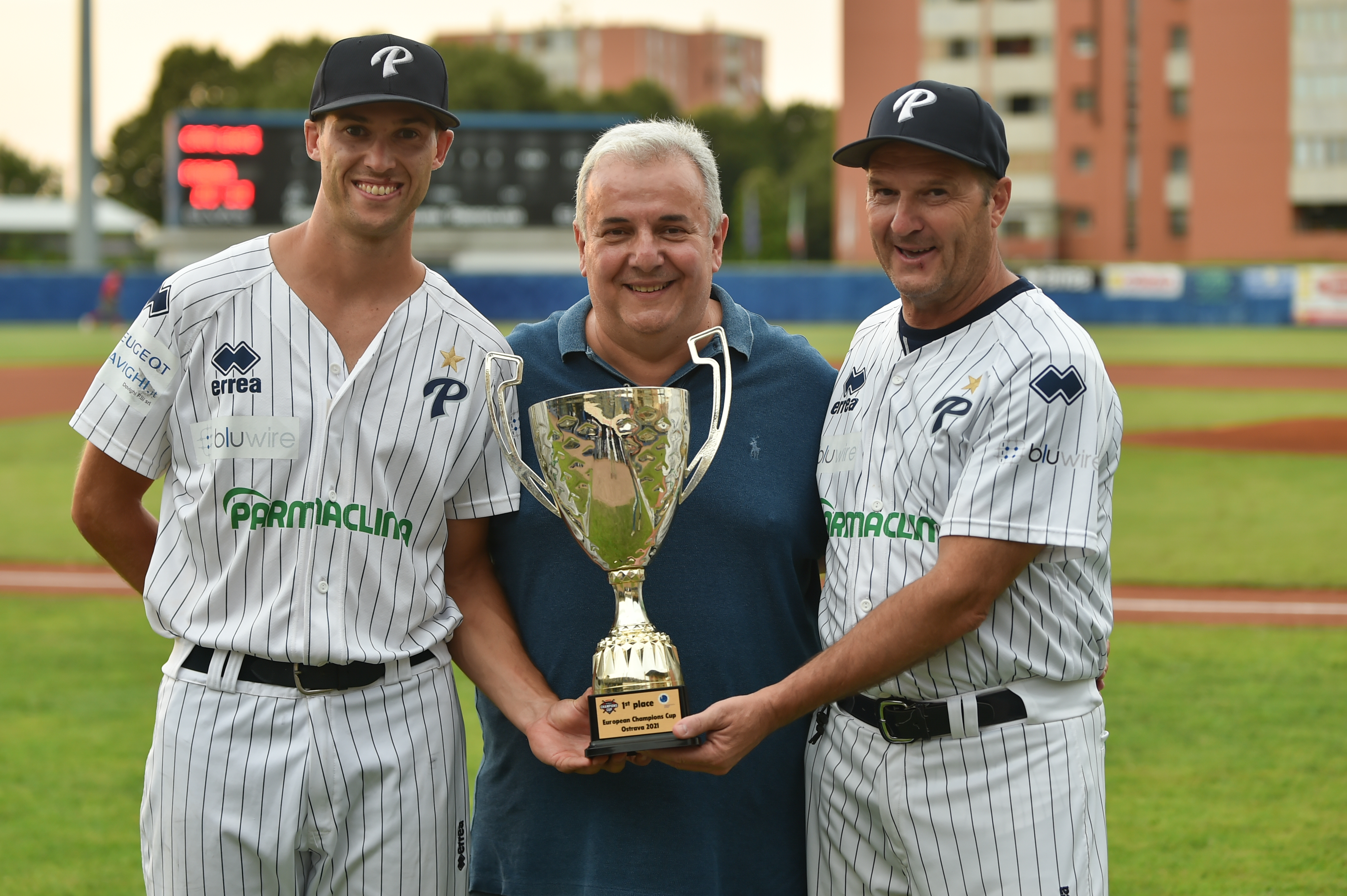
Da sinistra il capitano Sebastiano Poma, il presidente Luca Meli e il manager Gianguido Poma con la quattordicesima Coppa dei Campioni conquistata nel 2021

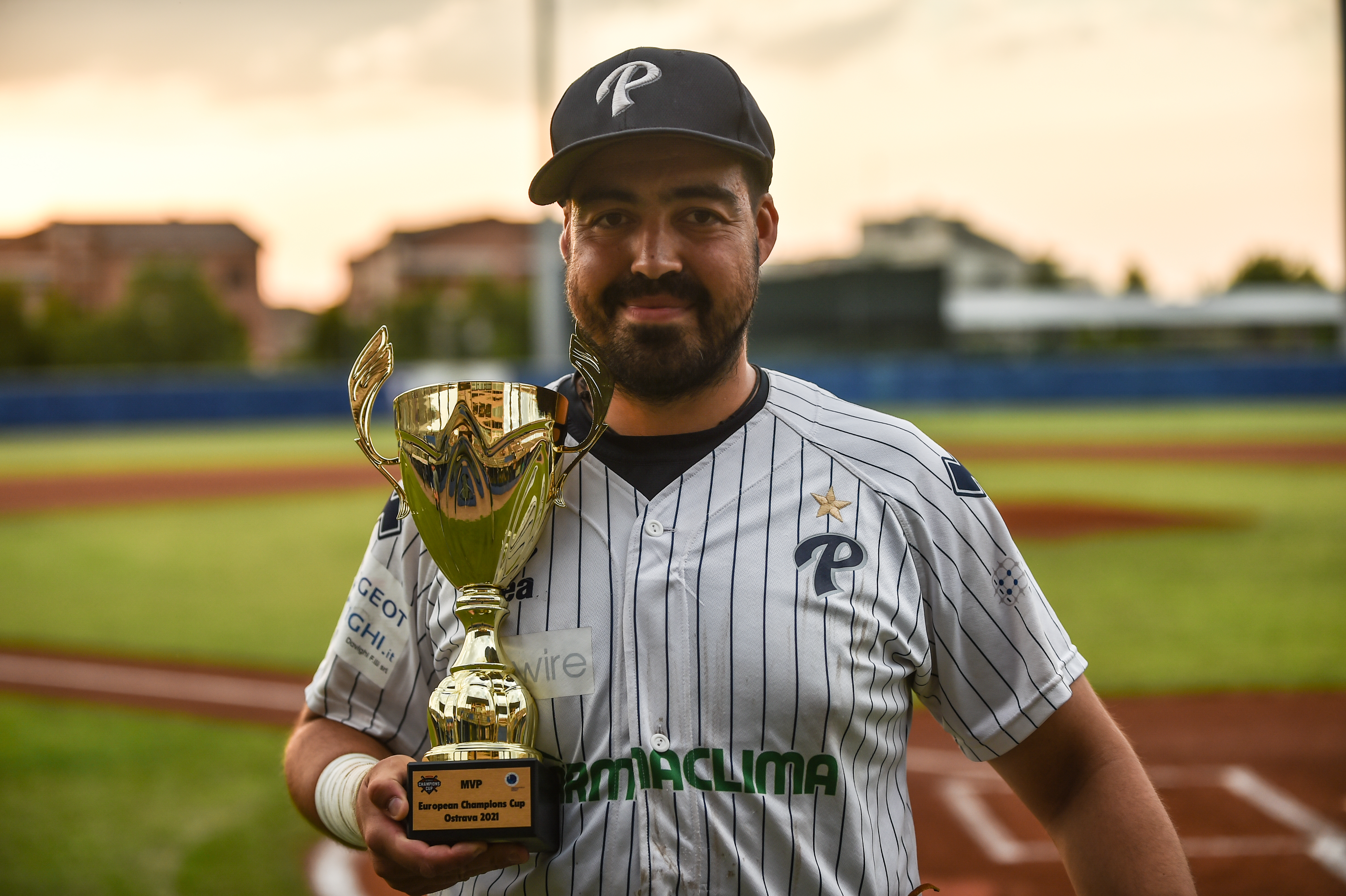
Alex Sambucci con il trofeo di MVP dell'European Champions Cup 2021

Il primo anno di presidenza di Luca Meli è coinciso con la conquista della quattordicesima Coppa dei Campioni, recentemente ribattezzata European Champions Cup. Sul campo di Ostrava, Repubblica Ceca, la squadra guidata da Guido Poma ha sovvertito qualsiasi pronostico superando nel girone di qualificazione gli Arrows di Ostrava e gli olandesi della L&amp;D Amsterdam dopo aver subito una sconfitta dai Bonn Capitals nella gara iniziale. Qualificati alle semifinali come secondi classificati del girone, i ragazzi di Poma hanno superato in semifinale la favorita Fortitudo Bologna con il punteggio di 5 a 4 al termine di una partita che ha assunto toni epici, decisa dai fuoricampo di Alex Sambucci e Cesare Astorri e dalle eccellenti prestazioni dei lanciatori Julio Vivas (tesserato appositamente per il torneo), Yomel Rivera e Josè Campos. La gara di finale ha riproposto il confronto con i Bonn Capitals, sconfitti con il risultato di 6 a 4 in una partita caratterizzata dai fuoricampo di Leo Rodriguez e Alex Sambucci – premiato come MVP della manifestazione – e dai lanci dei tre pitcher venezuelani Danny Rondon, Julio Vivas e Josè Campos.
Il campionato si conclude con un secondo posto nel girone di semifinale che elimina anzitempo il Parma Clima dalla corsa allo scudetto a causa di un regolamento che prevede l’accesso diretto alla finale solo per la prima classificata. Il tiolo italiano viene vinto dal San Marino che supera in finale il Bologna.
La stagione si conclude all'inizio di settembre con il torneo di qualificazione all'European Champions Cup 2022. Nei quarti di finale il Parma Clima elimina in due partite il Godo, in semifinale sconfigge il Nettuno e in finale i ducali superano il Bologna in una gara sofferta ottenendo la possibilità di difendere il proprio titolo continentale nell’edizione dell’anno successivo.
La stagione 2022 si apre con un nuovo format del campionato che prevede la presenza di 32 squadre (poi diventate 30 a causa di alcune rinunce) in massima serie.
Il Parma Clima supera agevolmente il primo turno ottenendo 14 vittorie in 14 partite e si qualifica per la Poule Scudetto, suddivisa in due gironi da quattro squadre che promuoverà le prime due classificate alle semifinali dei playoff.

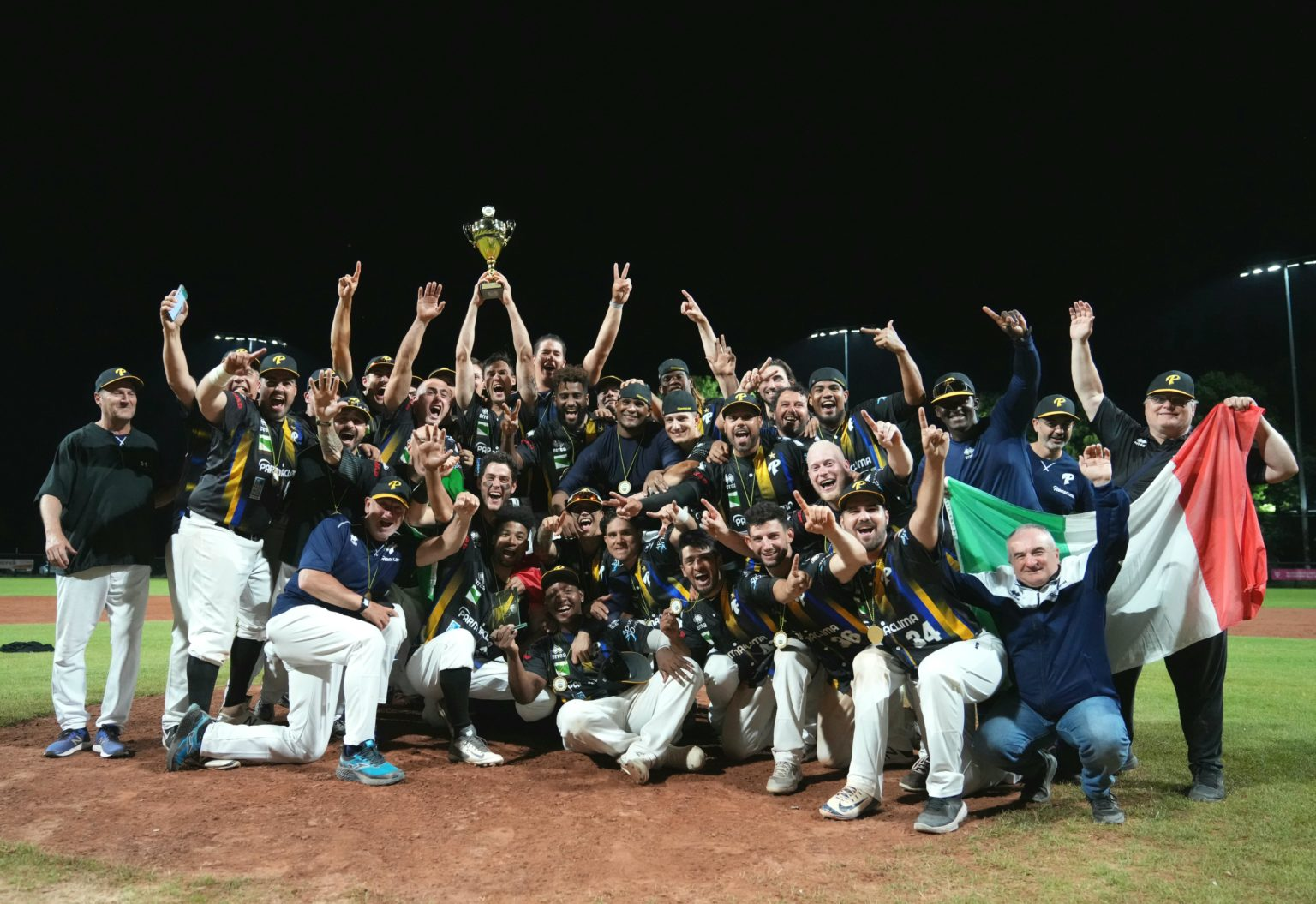
Parma Clima campione d'Europa per la 15ª volta, Bonn (Germania). Foto: Thomas Schönenborn

All'inizio di giugno i ducali partecipano alla European Champions Cup che si svolge a Bonn, ex capitale della Germania. Nel girone di qualificazione la squadra di Poma supera agevolmente il Draci Brno e l'Heidenheim: la successiva sconfitta con Amsterdam si rivela indolore e il Parma Clima si qualifica per le partite decisive. La semifinale contro i padroni di casa, rivincita della finale dell'anno precedente, si rivela difficilissima. Il Parma Clima ne viene a capo solo al primo extrainning grazie alle prove dei lanciatori Habeck e Contreras e alle valide di Talevi, Mineo e Joseph.
Il giorno successivo arriva il momento della finale contro gli olandesi dell'Amsterdam. La gara si rivela palpitante: due fuoricampo di Richardson regalano un importante vantaggio agli avversari ma i parmigiani si mantengono a contatto grazie agli homerun di Gonzalez e Joseph.  Il sorpasso avviene all'ottavo inning grazie a un doppio dello scatenato Joseph, nominato MVP della manifestazione, poi tocca a Rivera e Habeck mantenere il vantaggio fino al termine.
Parma è campione d'Europa per la quindicesima volta!
In campionato il Parma Clima conferma di aver compiuto un ulteriore passo avanti e di poter rivaleggiare alla pari con le favorite Bologna e San Marino.
Il girone di semifinale si conclude con un secondo posto alle spalle dei Titani e il Parma Clima può così tornare a respirare il profumo dei playoff. Per un mese il pubblico ducale vive momenti palpitanti che riconciliano con l'arte del baseball.
La semifinale contro il Bologna è semplicemente esaltante. In un turbinio di emozioni il Parma Clima si presenta a Bologna forte di un vantaggio per 3 a 2 in una serie al meglio della sette gare.
La sesta partita finisce nelle mani del Bologna nonostante un'eccellente prova del lanciatore Luis Lugo: decisivo si rivela l'unico punto della serata messo a segno dai padroni di casa al primo inning.
Le sorti della serie si decidono alla settima partita, un autentico dramma sportivo. Al quinto inning le valide di Koutsoyanopulos e Desimoni regalano al Parma Clima un vantaggio di due punti ma i felsinei dimezzano subito lo svantaggio con un singolo e un errore difensivo. L'ultimo attacco bolognese si apre con due rapide eliminazioni ma poi l'eccellente lanciatore Montilla e il rilievo Habeck concedono due basi ball consecutive: il battitore successivo, l'ex Paolini, colpisce una profondissima linea a destra che Noel Gonzalez trasforma nel terzo out con una strepitosa presa al volo dopo una disperata corsa di almeno trenta metri.
Il Parma Clima raggiunge così in finale il San Marino, facile vincitore sul Grosseto in una serie che si chiude sul 4 a 1.
La serie di finale si apre tra le polemiche a causa delle poche ore di recupero concesse al Parma Clima dalla Federazione dopo la conclusione della semifinale con il Bologna, allungata nei tempi anche da un rinvio per pioggia.
La prima partita, giocata a San Marino, vede il Parma Clima privo dei propri lanciatori stranieri e onorevolmente sconfitto per 3 a 1 dopo aver lungamente mantenuto il match in equilibrio. 
I ragazzi di Guido Poma si riscattano la sera successiva vincendo il secondo incontro con un larghissimo 13 a 4 contro il quotato Da Silva, rientrato dal Messico per l'occasione.
La serie si trasferisce poi al Nino Cavalli dove il San Marino si riporta avanti grazie ad un magistrale prova dei lanciatori Kourtis e Baez che si esibiscono in una “one hit” combinata che vale l'uno a zero a finale. Il Parma Clima non ci sta e pareggia nuovamente la serie con una sofferta vittoria per 2 a 1. Entrambe le formazioni mettono sul tabellone un punto al quarto inning e i ducali vincono il match nel loro ultimo attacco sfruttando le valide di Talevi e Mineo.
La quinta partita è a senso unico. La vince il San Marino per 10 a 4 con una convincente prestazione del proprio attacco che mette a segno 15 valide contro i lanciatori di scuola italiana del Parma.
Si torna così ai piedi del monte Titano. A rimettere le cose in parità e rinviare la decisione a gara sette ci pensano Lugo, protagonista di sei eccellenti riprese sul monte di lancio, e la coppia Desimoni-Battioni, autori delle valide che propiziano i punti della vittoria.
La settima partita tiene gli spettatori inchiodati alle tribune per più di quattro ore. I lanciatori delle due formazioni (Montilla e Contreras per il Parma, Centeno per il San Marino) risultano quasi intoccabili e la partita arriva alle riprese supplementari sullo zero a zero. Il primo extra-inning illude i ducali che si portano in vantaggio con un fuoricampo da un punto di Gonzalez ma i padroni di casa pareggiano immediatamente con una valida di Lino. La quinta ripresa supplementare è fatale al Parma Clima: dopo aver stoicamente resistito per tre inning il rilievo Habeck subisce da Epifano, Batista e Lino le valide che regalano lo scudetto al San Marino.

## Franchigia Baseball Parma
Il Parma Baseball per molti anni è stato senza un proprio settore giovanile, attingendo secondo necessità dalle altre società del territorio, così nel 2006 si è tentato di colmare questo vuoto con la fondazione del Parma Baseball Tigers, che arrivarono a vincere il titolo italiano nel 2008. Dallo scudetto in poi, questa società ha subito un'evoluzione in funzione delle esigenze del Parma Baseball, alle direttive federali e delle altre squadre di Parma, lavorando sempre come settore giovanile del Parma, ma in maniera trasversale e non concorrente alle altre società, ponendosi come soggetto intermedio tra i club locali e la prima squadra, prendendo il nome di Franchigia Baseball Parma.
La crescita di questo progetto ha portato ad aumentare l'influenza di Parma nel baseball italiano, specialmente nel triveneto, avvicinando così le società e gli atleti promettenti ad una delle capitali del baseball italiano.
Nel 2021 è nato un accordo tra Parma Clima Baseball e Crocetta Baseball grazie al quale verrà portato avanti un progetto pluriennale in favore dell'attività giovanile. Infatti la Crocetta Baseball supporterà il Parma Clima nella formazione e nello sviluppo dei migliori talenti in circolazione, il progetto prevede un percorso condiviso per i ragazzi che saranno seguiti da tecnici e allenatori fin dalle categorie giovanili fino alla Serie A con l'obiettivo di prepararli per competere ai massimi livelli italiani ed europei.

## Palmarès

### Trofei ufficiali

#### Nazionali
17 trofei
- Campionati italiani: 11

1976, 1977, 1981, 1982, 1985, 1991, 1994, 1995, 1997, 2010, 2024
- Coppa Italia: 6

1969, 1971, 1993, 1994, 1996, 2000

#### Internazionali
16 trofei
- Coppa dei Campioni: 15 (Squadra più titolata d'Europa)

1977, 1978, 1980, 1981, 1983, 1984, 1986, 1987, 1988, 1992, 1995, 1998, 1999, 2021, 2022.
- Coppa delle Coppe: 1

1997
- Supercoppa CEB: 1

1993

### Trofei minori
- Coppa del mediterraneo: 3

1973, 1974, 1976
- Coppa dei Club: 1

1977

## Onorificenze
- Premio Sant'Ilario 2022: Medaglia d'Oro del Comune di Parma
- Stella d'oro, d'argento e bronzo al Merito Sportivo

## Piazzamenti recenti
- 1998 - 3º posto Serie A1
- 1999 - 3º posto Serie A1
- 2000 - 3º posto Serie A1
- 2001 - 6º posto Serie A1
- 2002 - 5º posto Serie A1
- 2003 - 6º posto Serie A1
- 2004 - 3º posto Serie A1
- 2005 - 5º posto Serie A1
- 2006 - 7º posto Serie A1
- 2007 - 3º posto IBL
- 2008 - 5º posto IBL
- 2009 - 4º posto IBL
- 2010 - 1º posto IBL
- 2011 - 3º posto IBL
- 2012 - 5º posto IBL
- 2013 - 5º posto IBL
- 2014 - 4º posto IBL
- 2015 - 8º posto IBL
- 2016 - 5º posto IBL
- 2017 - 5º posto IBL
- 2018 - 2º posto Serie A1 Baseball
- 2019 - 4º posto Serie A1 Baseball
- 2020 - 3º posto Serie A1 Baseball
  - Eliminata in semifinale playoff[1]
- 2021 - 1º posto Serie A Baseball Qualification Round
  - 2º posto Pool Scudetto

## Stadio
Ospitato per anni nello stadio Europeo - Nino Cavalli, a partire dalla stagione 2010 il Parma Baseball si trasferisce nel rimodernato impianto dello Stadio Quadrifoglio, in precedenza sede federale.
Il nuovo impianto è dotato di 3.500 posti a sedere, ed è stato inaugurato a settembre 2009 in occasione del Campionato mondiale di baseball 2009.

## Maglie ritirate
Fra le sue file annovera nomi importanti del baseball italiano, di seguito sono riportati i nomi dei giocatori che hanno fatto la storia del Parma Baseball a cui sono stati ritirate le casacche. 
- Claudio Cattani, numero 1
- Claudio Corradi, numero 8
- Gianni Gatti, numero 9
- Aldo Notari, numero 20
- Massimo Fochi, numero 22
- Giorgio Castelli, numero 24
- Salvatore Varriale, numero 27
- Guido Pellacini, numero 29